# Sine Skałki
Sine Skałki (czes. Modré kameny, niem. Blaue Steine) – wzniesienie w południowo-zachodniej Polsce, w Sudetach Zachodnich, w Górach Izerskich, w Grzbiecie Wysokim.

## Lokalizacja
Wzniesienie położone jest w Sudetach Zachodnich, w środkowo-wschodniej części Gór Izerskich, w najwyższej centralnej części Wysokiego Grzbietu Gór Izerskich, w masywie Zielonej Kopy, około 2,4 km na południowy zachód od Rozdroża Izerskiego.

## Charakterystyka
Sine Skałki są drugim co do wysokości wzniesieniem w Górach Izerskich. Kopulasty szczyt wyrasta z wierzchowiny Zielonej Kopy w kształcie rozległej kopuły. Powierzchnia wierzchowiny jest tak wyrównana, że wierzchołek w terenie jest trudno rozpoznawalny. Szczyt Sinych Skałek zwieńczony jest rumowiskiem zwietrzałych skał gnejsowych. Zbocza północne stromo opada w kierunku Doliny Kwisy a zachodnie w kierunku Mokrej przełęczy. Zbocza: południowe, i wschodnie są prawie poziome. Na południe od szczytu wznosi się nieco odosobnione i niższe wzniesienie Złote Jamy (1088 m). Na zboczach znajdują się źródła dopływów Kwisy i Izery.

## Budowa geologiczna
Masyw Sinych Skałek położony jest w obrębie bloku karkonosko-izerskiego, w południowej części metamorfiku izerskiego. Wzniesienie zbudowane jest z gnejsów i granitognejsów.

## Roślinność
Wierzchołek i zbocza porośnięte są młodym, zdrowym lasem.

## Inne
- W latach osiemdziesiątych XX wieku w górnych partiach szczytu w wyniku klęski ekologicznej, wywołanej zanieczyszczeniem powietrza został całkowicie zniszczony las monokultury świerkowej zaszczepiony w XIX wieku. Obecnie na stokach w miejscu zniszczonego lasu rośnie młode pokolenie drzew, o klęsce przypominają jedynie wystające ponad młodnik obumarłe kikuty drzew.
- Na południowy wschód od szczytu około 1200 m wznosi się Wysoka Kopa najwyższe wzniesienie Gór Izerskich.
- Szczyty wzniesienia bardzo często pokrywają chmury i mgły.
- W partii szczytowej pokrywa śnieżna utrzymuje się często do połowy maja.

## Turystyka
Przez masyw szczyt prowadzi szlak turystyczny
- czerwony szlak im. M. Orłowicza ze Świeradowa-Zdroju przez Góry Izerskie Karkonosze do Szklarskiej Poręby i dalej[1].
- Wzniesienie stanowi punkt widokowy z którego roztaczają się rozległe widoki na górski krajobraz.